# ブレイブ フロンティア
『ブレイブ フロンティア』 (Brave Frontier) は、エイリムが開発し同社より配信されていたスマートフォン用ゲームアプリ。基本プレイ無料（アイテム課金制）。略称は『ブレフロ』。続編およびスピンオフについても記載する。

## 概要
2013年7月3日にiOS版、同年9月30日にAndroid版、12月16日にKindle版が順次リリースされた。2017年12月に続編となる『ブレイブ フロンティア2』への開発ラインの移行に伴い、キャラクター追加などの主な更新は停止した。その後もサービスは継続していたが、2022年4月25日をもってサービスを終了した。
タップとフリックを主な操作方法としている。プレイヤーは英霊の力を呼び出して使役する「召喚師」として異世界「グランガイア」を旅することになる。バックストーリーに人類と神々の戦いを巡る数百年の歴史設定が存在し、700名にも及ぶ架空史上の英雄等が召喚ユニットとして登場する。
2Dドットで描かれたキャラクターはレアリティ違いも含めると最終的には1800体もの数に上り、2018年には「最も多い操作可能なピクセルアートキャラクターを持つモバイルゲーム」として、ギネス世界記録に認定された。続編やスピンオフ作品を含めた全世界におけるダウンロード数は、3800万回を突破している。

## 世界観とストーリー
500年前、人類は神々の支配する世界「グランガイア」で平和に暮らしていた。しかし、人類の殲滅を決定した神々によって滅亡寸前に追い込まれる。唯一、人間に味方した「封神ルシアス」によって神々の手が及ばない世界「エルガイア」に逃れていった。
時が流れ、グランガイアに通じる「ルシアスの門」が再び開かれ、素質を持った者はその門を通ることで神々と戦う力「召喚術」に目覚め、召喚師となった。「アクラス召喚院」を創設した召喚師たちは、その力を用いてグランガイアに平和を取り戻すべく旅立ち始める。
主人公は召喚師の一人として、ルシアスの神徒である「女神ティリス」とともに、人類を滅ぼさんとする神々と戦っていくことになる。

## ゲームシステム
本作は各クエストを最大6人のパーティでクリアしていく。

### クエストとバトル
クエストはスタミナを消費して挑戦し、各バトルで敵を倒していき、クエストごとに決められた数のバトルを勝てばそのクエストはクリアとなる。
バトルは敵味方が交互に行動するターン制。味方全員が行動し終わると敵が行動し、そして味方のターンに戻る。バトルではキャラクターアイコンをタップすると通常攻撃、フリックするとガードしたり「ブレイブバースト」と呼ばれる必殺技を出すことができる。攻撃はタップまたはフリックした瞬間に行われ、複数のユニットが連続で攻撃することでほぼ同時に敵を攻撃することができる。そして複数ユニットの攻撃が同時になるとスパークとなりダメージが上昇する。敵を攻撃するとハートクリスタルとブレイブクリスタルがドロップし、味方ユニットに集められて体力の回復やBBゲージのチャージを行い、BBゲージが満タンになったユニットがブレイブバーストを発動することができる。そして敵を倒すと素材やゼル、カルマ、宝箱を落とすことがあり、宝箱からは素材、ゼル、カルマが手に入ったり、ミミック系モンスターが襲ってきたりする。

### ユニット
ユニットには炎・水・樹・雷・光・闇の6つの属性のうち1つが与えられている。そしてユニットそれぞれにHP、攻撃、回復、防御などのステータスがあり、レベルを上げていくとそれらが上昇する。それらとは別にブレイブバーストにもレベルがあり、ブレイブバーストレベル(以降「BBレベル」と表記)を上げると威力が上昇していく。ユニットの成長はゼルを消費して強化合成で行う。多くのユニットはレベル最大になるとゼルと進化素材ユニットを使って進化することができ、種類によって最終進化のレア度が違う。レア度は1 - 7と幻創の8つあり、一部のレア度7ユニットはレベル最大から進化素材とゼル・カルマを使ってレア度8にあたる幻創進化を行うことができる。レア度6以上になるとブレイブバーストレベルを最大まで上げることで、BBゲージを2つ分ためて発動する強力な必殺技「スーパーブレイブバースト」が発動可能になり、スーパーブレイブバーストのレベルを上げられるようになる。レア度7以上はスーパーブレイブバーストレベルを最大にするとバトルで本人に自動的にかかる「エクストラスキル」と、オーバードライブゲージがたまってからオーバードライブしてBBゲージをためて使う究極の必殺技「アルティメットブレイブバースト(UBB)」が覚醒する。さらに幻創進化するとユニットレベル最大+スーパーブレイブバーストレベル最大で、SPを消費して「特性強化」を解禁することができる

#### ブレイブフロンティア2
続編『ブレイブフロンティア2』では、アルティメットブレイブバースト及び特性強化は実装されず、ユニットの属性に無属性が追加され、主に進化素材ユニットが該当するようになった。ユニットのレア度は☆5が最高となり、クエスト中にユニットを長押しすることで、ブレイブバーストおよびスーパーブレイブバースト発動に必要なブレイブクリスタルの数が確認可能となった。また、新要素として2～6名の特定のユニットの組合せで発動できるクロスブレイブバースト（XBB）が実装された。バトル中の攻撃や防御などの行動に応じてパーティー共用のXBBゲージが蓄積され、最大値になるとゲージを消費することで発動可能となる。
また、ブレイブフロンティア2では、ユニットの行動前に特殊行動を行える「オルタナティブ」と、好きなユニットに好きなオルタナティブ、エクストラスキルを追加できる「スキルライズ」が実装された。これらはクエストの特定ユニットから入手するもの、試練クエストから入手するもの、スキルライズ習得専用クエストに出てくるユニットから入手するものに分かれており、その種類は様々で(ステータス強化、状態異常耐性、属性付与、ダメージ増加など)、専用スフィア「スキルライズ」を装備することで、習得確率を上げることができる(装備時は、非装備時の30％だけ確率が上昇)。

### 強化素材・進化素材・売却素材
強化合成ではベースユニットに素材ユニットを合成して経験値を与え、成長させることができる。これを効率的に行うため各属性ごとにメタル系モンスターがおり、これらを素材にすることで大量の合成経験値を効率よく与えることができる。進化するためには進化専用の素材が必要で、各属性の妖精・精霊・石像・ツボ・巨神・機神と、ミミック4種類から5つ(幻創進化は6 - 10つ)を使用する。進化素材は功績ポイントの交換や各曜日ダンジョンで手に入る。強化や進化にはゼル(ブレフロ世界の通貨)が必要で、これらはクエストで手に入れたり、ユニットを売却したりして稼ぐことになるが、効率的なゼル稼ぎ用として、売価が非常に高いジュエル系モンスター4種類が存在する。メタル系、ジュエル系はそれぞれ、支給されるカギで入るパレードダンジョンで入手可能。

## 関連商品・動画

### 書籍
データブック
- ブレイブ フロンティア グランガイア制覇の書（2013年12月19日発売、KADOKAWA/エンターブレイン）
- ブレイブ フロンティア グランガイア制覇の書II（2014年8月7日発売、KADOKAWA/エンターブレイン）
- ブレイブ フロンティア グランガイア制覇の書III（2015年6月11日発売、KADOKAWA/エンターブレイン）

アートブック
- ブレイブ フロンティア アートブック（2015年7月30日発売、KADOKAWA/エンターブレイン）

ノベライズ
箸：澁谷貴志、原作：篠子裕、イラスト：こちも、発行：JUMP j BOOKS
- ブレイブ フロンティア 十翼の破壊者（2015年8月1日発売、集英社）
- ブレイブ フロンティア 遺志を継ぐ者（2016年7月29日発売、集英社）

コミカライズ
作画：津島直人、監修：エイリム、連載：デンゲキバズーカ!!、
- ブレイブ フロンティア ヴァルガス戦記（2015年8月4日発売、KADOKAWA/アスキー・メディアワークス）

作画：サンジョウキイロ、連載：GANMA!
- ブレイブ フロンティア ハルトの召喚日記1～2（2015年11月14日 - 2016年2月15日発売、KADOKAWA/エンターブレイン）

作画：津島直人、監修：エイリム、連載：単行本書き下ろし
- ブレイブ フロンティア 光の神衛使（2016年7月30日発売、KADOKAWA/アスキー・メディアワークス）

### 音楽
サウンドトラックCD
- ブレイブ フロンティア オリジナルサウンドトラック（2014年7月23日発売、ティームエンタテインメント）

テーマ曲配信
- 『ブレフロシリーズ』テーマ曲：Frontier ～Authentic Version～（期間限定でデータ配信発売）
- 『ブレフロ2 』 テーマ曲：凱旋（期間限定でデータ配信発売）

### 動画
モーションコミック
監督・原作：高橋英士、作画：天野洋一、公開：ブレフェス2017（後にyoutubeでも公開）
- ブレイブ フロンティア 第一話「二つの邂逅」

キャスト：アナスタシア役：桑原由気、ノエル役：岩中睦樹、ロイ役：三輪隆博、ルジーナ役：三好晃祐、グスタフ役：永野善一、エルハザ役：奥村翔、エドモン役：本多諒太、クロエ役：寺依沙織
- ブレイブ フロンティア 第二話「新たなる脅威」

キャスト：ティリス役：加隈亜衣、カル役：井上雄貴、アナスタシア役：桑原由気、ロイ役：三輪隆博、サーシャ役：古木のぞみ、エルハザ役：奥村翔、ランフォード役：江川大輔、バラガン役：伊丸岡篤

## シリーズ作品

### 続編
ブレイブ フロンティア2
『ブレイブ フロンティア』から20年後の物語を描いた続編タイトル。2018年2月22日よりサービス開始。
前作からの大きな変更点として、プレイアブルキャラクターの入手方法において所謂有料ガチャのシステムを廃止し、任意のキャラクターを課金アイテムで直接入手することが可能となっている。
プロモーションキャラクターとしてスーパー戦隊シリーズ『獣電戦隊キョウリュウジャー』が起用され、同作品とのコラボレーションが行われた。コラボレーションの詳細について勇敢戦隊ブレイブフロンティアを参照。
主人公は新たな世界「セルタビア」のヴァイザーと呼ばれる騎士の一人。グランガイアに通じる門を通ったことで召喚術の力を得る。前作の召喚師たちとともに、世界に迫る新たな脅威と戦うことになる。
2019年3月をもって内容の新規追加やアップデートといったゲームデータの更新を終了。更新終了以降も引き続きゲームのプレイは可能としていたが、2022年4月25日をもってサービスを終了した。
ブレイブ フロンティア レゾナ
新たな異界「アストラ」を舞台とした3DアクションRPG。仮想迷宮「ヴォイド」の奥深く、「カナン」の地に眠る女神の謎を解き明かすストーリーとなっている。
2021年9月15日よりサービス開始。2022年4月25日をもってサービスを終了。

### スピンオフ
ブレイブ フロンティア メモリーズ ～新士米召喚師と心の精霊～
『ブレイブ フロンティア』の5年後の世界を舞台にしたスピンオフアプリ第1弾。『ブレイブ フロンティア2』にも登場するキャラクター「ロイ」の新人時代を描いたミニゲームとなっている。基本プレイ無料の落しきりアプリだが、いくつかの課金アイテムも存在する。2017年5月29日より配信開始。iOS版とAndroid版がリリースされたが、Android版のみ2021年8月1日に配信を終了している。
ブレイブ フロンティア ローグストーリー ～義賊ゼルナイトと風の姫君～
スピンオフタイトル第2弾。『ブレイブ フロンティア』のキャラクター「ゼルナイト」を主人公としたローグライクゲーム。低額の落しきりアプリとしてリリースされたが、いくつかの課金アイテムも存在する。2019年3月13日より配信開始。iOS版とAndroid版がリリースされたが、Android版のみ2024年頃に配信を終了している。
ブレイブ フロンティア ヒーローズ
『ブレイブ フロンティア』のIPを使用したブロックチェーンゲーム。double jump.tokyoが運営し、2020年1月30日よりサービス開始。
ブレイブ フロンティア バーサス
『ブレイブ フロンティア』のIPを使用したブロックチェーンゲーム。運営は株式会社gC Games。2025年にサービス開始予定。
BRAVE FRONTIER LEGION
『ブレイブ フロンティア』のIPライセンスアウトタイトルでジャンルは対戦型オートバトルRPG。運営は株式会社GrandSoft。2025年7月22日よりサービス開始。

### 海外展開
BRAVE FRONTIER (英語版)
グローバル地域向けに配信された英語版の『ブレイブ フロンティア』。基本的なゲーム内容は日本版に準ずるものの、開発と運営はシンガポールに拠点を置くgumi Asiaによって行われ、独自のユニットや追加ストーリーも実装されている。2013年11月よりサービスを開始し、2022年4月27日にサービスを終了した。
BRAVE FRONTIER RPG (ヨーロッパ版)
欧州地域向けに配信された『ブレイブ フロンティア』。英語版同様、基本的なゲーム内容は日本版に準ずるものの、開発と運営はgumi Europeによって行われ、英語版とも異なる独自のユニットや追加ストーリーが実装されている。英語のほかにフランス語、イタリア語、ドイツ語、スペイン語、ポルトガル語、ロシア語に対応している。2014年5月よりサービスを開始し、2019年1月7日にサービスを終了した。
BRAVE FRONTIER：THE LAST SUMMONER
アジアを除くグローバル地域向けに配信されたスピンオフタイトル。『ブレイブ フロンティア』の1000年後の異世界「タレンディア」を舞台としている。開発と運営はgumiの連結子会社であるgumi Europe SASによって行われた。2018年9月17日よりサービスを開始し、2019年7月15日にサービスを終了した。

### スピンオフシリーズ
- ブレイブ フロンティア ヒーローズ / 公式X
- ブレイブ フロンティア バーサス / 公式X
- BRAVE FRONTIER LEGION / 公式X

|  |  | この項目は、まだ閲覧者の調べものの参照としては役立たない、コンピュータゲームに関連した書きかけの項目です。この項目を加筆・訂正などしてくださる協力者を求めています（P:コンピュータゲーム/PJ:コンピュータゲーム）。 |